# FEI-Weltcup Vielseitigkeit
Der FEI-Weltcup Vielseitigkeit (FEI World Cup™ Eventing) war eine in den Jahren 2003 bis 2012 vom Internationalen Pferdesportverband (FEI) ausgetragene Turnierserie. Diese wurde, anders als die Weltcups der anderen Pferdesportarten, vollständig in der „Grünen Saison“, also etwa von April bis August eines jeden Jahres, ausgetragen.

## Allgemeines
Jeder nationale Reiterverband, zum Beispiel für Deutschland die Deutsche Reiterliche Vereinigung, durfte pro Jahr nur ein Turnier als Weltcup-Qualifikationsturnier benennen, das als CIC*** ausgetragen und mit dem Zusatz „-W“ gekennzeichnet wurde. Bis zum Jahr 2008 konnten die Verbände sehr großer Staaten mit einer Staatsfläche mit einem Durchmesser von mehr als 15.000 Meilen (dies entspricht 24.135 Kilometer) eine Genehmigung erhalten, um ein weiteres Qualifikationsturnier austragen zu können. Hiervon wurden im Jahr 2010 jedoch Ausnahmen durch die FEI zugelassen.
Bei jedem Qualifikationsturnier wurde bis 2010 ein Preisgeld von 41.000 CHF (etwa 25.000 €) vergeben. Bis zu diesem Jahr war das Bankunternehmen HSBC Titelsponsor der Turnierserie.
Da der Weltcup der Saison 2011 ohne Sponsor durchgeführt wurde, änderten sich auch die Rahmenbedingungen: Das Preisgeld pro Prüfung betrug nun zwischen 9.000 € und 20.000 €. Das Preisgeld und weitere Kosten mussten zudem vollständig durch den Veranstalter aufgebracht werden, in den Jahren zuvor erfolgte eine finanzielle Unterstützung durch die FEI.
Nachdem im Jahr 2010 noch zwei Weltcupstationen im deutschsprachigen Raum durchgeführt wurden (Schenefeld und Marbach), war dieser ab der Weltcup-Saison 2011 nicht mehr vertreten. In der Saison 2012 reduzierte sich die Weltcupserie auf fünf Stationen, alle in Europa. Aufgrund dieser Entwicklung wurde beschlossen, die Turnierserie auszusetzen. Das Konzept der Serie sollte überprüft und angepasst werden.

## Wertungssystem
Ein Reiter konnte je Qualifikationsturnier auch mit mehreren Pferden antreten. Es wurden in der Endabrechnung jedoch nur die zwei (bis 2009: drei) erfolgreichsten Ergebnisse pro Reiter und Weltcupsaison gewertet.

### 2011

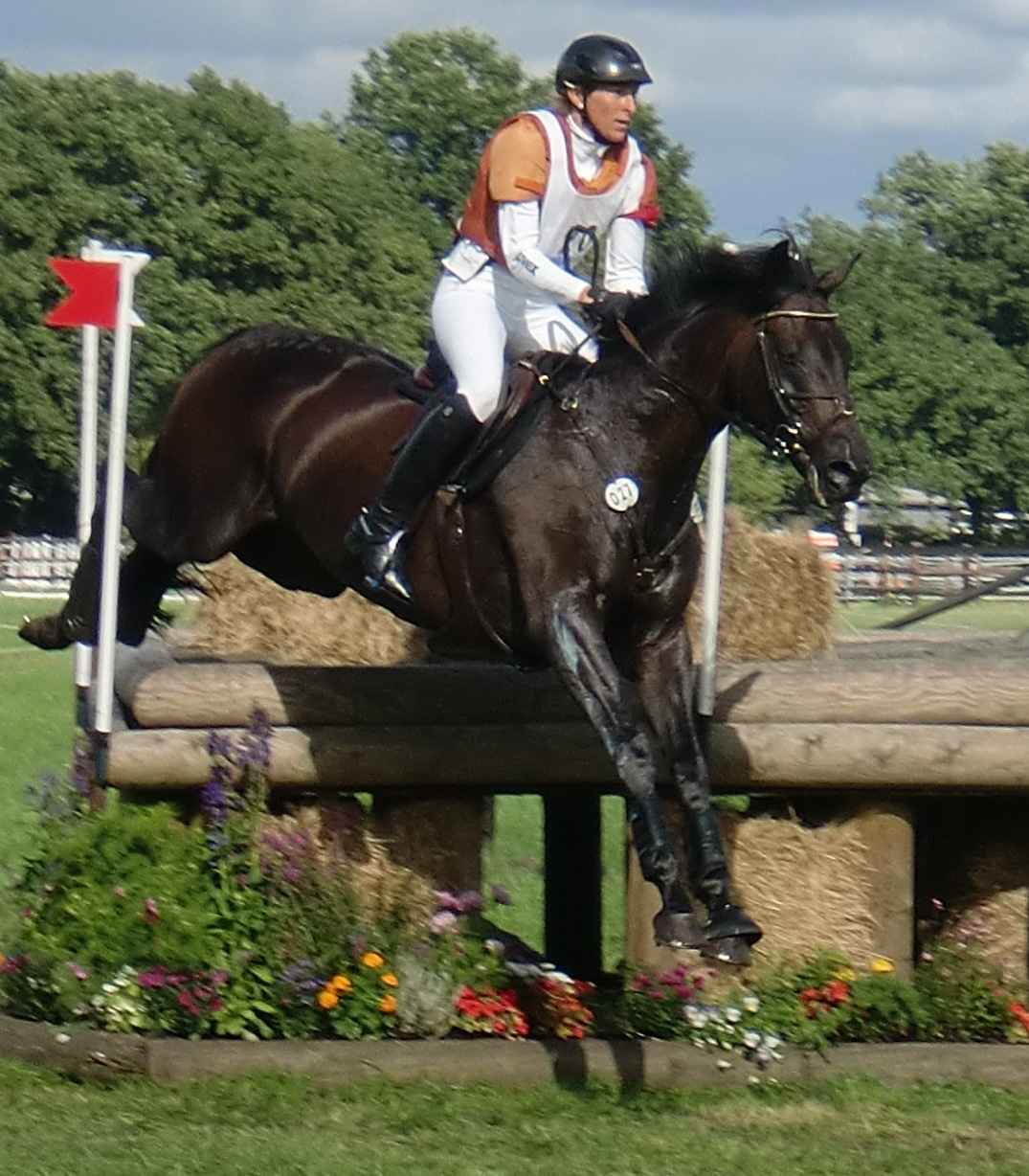
Ingrid Klimke beim Weltcupturnier in Schenefeld 2010

Bei jedem Qualifikationsturnier wurden Wertungspunkte vergeben, die in die Gesamtwertung eingehen. In der Saison 2011 erfolgte dies nach folgendem System:
- 1. Platz:    41 Wertungspunkte
- 2. Platz:    38 Wertungspunkte
- 3. Platz:    36 Wertungspunkte
- 4. Platz:    34 Wertungspunkte
- 5. Platz:    32 Wertungspunkte
- 6. Platz:    30 Wertungspunkte
- 7. Platz:    38 Wertungspunkte
- 8. Platz:    26 Wertungspunkte
- 9. Platz:    24 Wertungspunkte
- 10. Platz:   22 Wertungspunkte
- 11. Platz:   20 Wertungspunkte
- 12. Platz:   18 Wertungspunkte
- 13. Platz:   16 Wertungspunkte
- 14. Platz:   14 Wertungspunkte
- 15. Platz:   12 Wertungspunkte
- 16. Platz:   10 Wertungspunkte
- 17. Platz:    8 Wertungspunkte
- 18. Platz:    6 Wertungspunkte
- 19. Platz:    4 Wertungspunkte
- weitere Reiter, die die Prüfung erfolgreich beendet hatten: 3 Wertungspunkte

Punkte erhielten hierbei nur Reiter, die zum besten Viertel der Teilnehmer der jeweiligen Prüfung gehören.

### 2009 bis 2010
In den Jahren 2009 und 2010 wurde folgendes System zur Punkteverteilung angewandt:
| - 1. Platz: 71 Wertungspunkte - 2. Platz: 67 Wertungspunkte - 3. Platz: 64 Wertungspunkte - 4. Platz: 61 Wertungspunkte - 5. Platz: 58 Wertungspunkte - 6. Platz: 55 Wertungspunkte - 7. Platz: 52 Wertungspunkte - 8. Platz: 49 Wertungspunkte |  |  |  |  |  |  | - 9. Platz: 46 Wertungspunkte - 10. Platz: 43 Wertungspunkte - 11. Platz: 40 Wertungspunkte - 12. Platz: 37 Wertungspunkte - 13. Platz: 34 Wertungspunkte - 14. Platz: 31 Wertungspunkte - 15. Platz: 27 Wertungspunkte - 16. Platz: 24 Wertungspunkte |  |  |  |  |  |  | - 17. Platz: 21 Wertungspunkte - 18. Platz: 18 Wertungspunkte - 19. Platz: 15 Wertungspunkte - 20. Platz: 12 Wertungspunkte - 21. Platz: 9 Wertungspunkte - 22. Platz: 6 Wertungspunkte - weitere Reiter, die die Prüfung erfolgreich beendet hatten: 3 Wertungspunkte |

Bereits im Jahr 2010 erhielten hierbei nur die Reiter Punkte, die zum besten Viertel der Teilnehmer der jeweiligen Prüfung gehörten.

### 2008
Bis zum Jahr 2008 wurde ein anderes System für die Punktevergabe genutzt. Dieses sah folgende Punkteverteilung vor:
| - 1. Platz: 100 Wertungspunkte - 2. Platz: 60 Wertungspunkte - 3. Platz: 40 Wertungspunkte - 4. Platz: 30 Wertungspunkte - 5. Platz: 25 Wertungspunkte - 6. Platz: 20 Wertungspunkte - 7. Platz: 18 Wertungspunkte - 8. Platz: 16 Wertungspunkte |  |  |  |  |  |  | - 9. Platz: 14 Wertungspunkte - 10. Platz: 12 Wertungspunkte - 11. Platz: 11 Wertungspunkte - 12. Platz: 10 Wertungspunkte - 13. Platz: 9 Wertungspunkte - 14. Platz: 8 Wertungspunkte - 15. Platz: 7 Wertungspunkte - 16. Platz: 6 Wertungspunkte |  |  |  |  |  |  | - 17. Platz: 5 Wertungspunkte - 18. Platz: 4 Wertungspunkte - 19. Platz: 3 Wertungspunkte - 20. Platz: 2 Wertungspunkte - alle weiteren Reiter, die die Prüfung erfolgreich beendet hatten: 1 Wertungspunkt |

## Weltcupfinale (FEI World Cup™ Eventing Final)
Ab 2010 wurde der Sieg des Weltcups anhand der Gesamtwertung nach Abschluss aller Wertungsprüfungen vergeben. Es wurde kein Finale ausgetragen.
Bis 2009 (Ausnahme: 2007) fand am Ende einer jeden Saison ein Weltcupfinale statt, dieses wurde jährlich neu an einen Veranstaltungsort vergeben. Zu diesem qualifizierten sich maximal vierzig Reiter (Regelung seit 2005). Dies bemaß sich nach folgendem System:
| Staatengruppe | Staat                                                                                       | maximale Teilnehmerbegrenzung  |
| ------------- | ------------------------------------------------------------------------------------------- | ------------------------------ |
| Gruppe 1      | Australien, Vereinigtes Königreich, Vereinigte Staaten, Neuseeland, Frankreich, Deutschland | maximal sechs Reiter pro Staat |
| Gruppe 2      | Irland, Schweden                                                                            | maximal fünf Reiter pro Staat  |
| Gruppe 3      | Belgien, Brasilien, Italien                                                                 | maximal vier Reiter pro Staat  |
| Gruppe 4      | alle anderen Staaten                                                                        | maximal drei Reiter pro Staat  |

Welche Reiter eines Staates am Weltcupfinale teilnehmen durften, entschied sich anhand der Wertungspunkte, die diese in der Gesamtwertung gesammelt hatten. Für jeden Staat der Gruppe 1 konnte durch den jeweiligen nationalen Reiterverband eine „Wild Card“ vergeben werden.
Wenn die in der Tabelle genannte Quote von einer oder mehreren Staaten nicht erfüllt wurde und noch Startplätze zu vergeben waren, rückten die (über diese Regelung) noch nicht qualifizierten Reiter nach, unabhängig von der Begrenzung pro Staat.
Der Titelverteidiger (Finalsieger des Vorjahres) qualifizierte sich unabhängig von der vorgenannten Regel, vorausgesetzt, er hatte in der aktuellen Saison an mindestens einem Qualifikationsturnier teilgenommen.
Soweit ein Qualifikationsturnier in einem Jahr nach dem Weltcupfinale ausgetragen wurde, zählte dieses bereits zur nächsten Weltcupsaison. Soweit es dadurch dazu kam, dass ein Veranstaltungsort zwei Mal in einer Saison ein Qualifikationsturnier ausrichtete, zählte jedoch nur das Turnier, das zeitlich näher am Weltcup-Finale lag, für die Gesamtwertung.

### Weltcupfinale: Austragungsorte und Sieger
| Jahr | Austragungsort                 | Anzahl Teilnehmer und Staaten | Sieger                                                |
| ---- | ------------------------------ | ----------------------------- | ----------------------------------------------------- |
| 2003 | Pau                            | 44 Reiter aus 15 Staaten      | Linda Algotsson mit Stand by me                       |
| 2004 | Pau                            | 49 Reiter aus 16 Staaten      | Linda Algotsson mit Stand by me                       |
| 2005 | Malmö                          | 37 Reiter aus 13 Staaten      | Clayton Fredericks mit Been Along Time                |
| 2006 | Malmö                          | 37 Reiter aus 13 Staaten      | Nicolas Touzaint mit Galan de Sauvagere               |
| 2007 | kein Weltcupfinale ausgetragen | ---                           | Nicolas Touzaint – Sieger gemäß Weltcup-Gesamtwertung |
| 2008 | Deauville                      | 39 Reiter aus 13 Staaten      | Clayton Fredericks mit Been Along Time                |
| 2009 | Strzegom                       | 31 Reiter aus 14 Staaten      | Michael Jung mit Sam FBW                              |
| 2010 | kein Weltcupfinale ausgetragen | ---                           | Michael Jung – Sieger gemäß Weltcup-Gesamtwertung     |
| 2011 | kein Weltcupfinale ausgetragen | ---                           | Clarke Johnstone – Sieger gemäß Weltcup-Gesamtwertung |
| 2012 | kein Weltcupfinale ausgetragen | ---                           | Felix Vogg – Sieger gemäß Weltcup-Gesamtwertung       |